# Paralimnophila (Paralimnophila) aurantionigra
Paralimnophila (Paralimnophila) aurantionigra is een tweevleugelige uit de familie steltmuggen (Limoniidae). De soort komt voor in het Australaziatisch gebied.